# Marguerite Sechehaye
Marguerite Andrée Sechehaye (Genebra, 27 de setembro de 1887 - Genebra, 1 de junho de 1964), foi uma psicóloga suíça e psicanalista membro da Sociedade Suíça de Psicanálise, especialista pioneira na abordagem psicanalítica da esquizofrenia

## Biografia
Nascida Marguerite Andrée Burdet, Marguerite Sechehaye era descendente de uma família protestante que imigrou de Cévennes, na França, para a Suíça. Depois de concluir os estudos secundários, numa instituição para meninas, ela estuda Letras com o linguista Ferdinand de Saussure que a aconselhou fazer psicologia no "Instituto de Educação de Genebra (Instituto Jean-Jacques Rousseau), onde se tornou assistente de pesquisa de Édouard Claparède"  . Em 1906, com 19 anos, ela se casa com o linguista Albert Sechehaye,cujo sobrenome passa a usar depois. Ela esteve presente na última edição dos cursos que deram origem ao famoso livro atribuído a Saussure, obra que seu marido organizou com Charles Bally. Entre 1927 e 1928, ela passou por uma análise de treinamento com Raymond de Saussure e participou do desenvolvimento do movimento psicanalítico suíço.

## Psicóloga ou psicanalista?
Atuou primeiramente como psicóloga. Mas, foi como psicanalista que ela se especializou no tratamento de esquizofrênicos, tornando-se uma das primeiras terapeutas a lidar psicanaliticamente com as psicoses e a compreender a experiência esquizofrênica. Um de seus casos mais notáveis foi realizado com uma paciente psicótica chamada "Renée", um pseudônimo usado por Louisa Düss a quem acabaria adotando depois. No decorrer de seu trabalho conjunto, Sechehaye adotou a abordagem única de narrar as anotações de diário e reflexões pessoais de Düss em conjunto com seus próprios comentários clínicos. Em 1950, ela publicou este que é o seu trabalho principal sob o título: "Diário de uma menina esquizofrênica: a verdadeira história de "Renée", destacando os aspectos mais memoráveis da doença. Esta abordagem influenciou significativamente a pesquisa sobre doenças mentais, introduzindo uma estrutura antipsiquiátrica que posicionou as experiências do paciente como um meio válido de estabelecer suas histórias de casos. De 1951 a 1952, Marguerite Sechehaye e sua filha adotiva realizaram uma série de palestras na Clínica Psiquiátrica Burghölzli em Zurique, publicada em 1954 sob o título Introduction à une psychothérapie des schizophrènes (Introdução a uma psicoterapia das esquizofrenias).

## Recepção de sua abordagem
O trabalho de Sechehaye foi retomado principalmente por psicanalistas e psicoterapeutas que tentaram compreender as experiências esquizofrênicas, tais como: Silvano Arieti (1915-1981), Caetano Benedetti, Luc Ciompi  e Erich Wulff . Além disso, foi também incluída na literatura psiquiátrica padrão , bem como, na psiquiatria social crítica. O conceito de realização de desejos simbólicos e "Nachnährens", como era frequentemente mencionado, foi, mais tarde, adotado por terapeutas que procuraram ampliar o nível original de processamento de conflitos por um nível que estava mais relacionado aos danos causados pela escassez infantil, tais como Sándor Ferencz i, terapeuta corporal de psicologia profunda, e, como, Tilmann Moser, terapeuta artístico.

## Trabalhos publicados
- Sechehaye, Marguerite. (1951). Autobiography of a schizophrenic girl. New York: Grune and Stratton.
- ——. (1956). A new psychotherapy in schizophrenia: Relief of frustrations by symbolic realization. New York: Grune and Stratton.
- ——. (1970, [c1951]). Symbolic realization. New York: International Universities Press
- ____. (2003).Journal d'une schizophrène. Presses universitaires de France,11e éd. (ISBN 2130537952).
- ____. Artigos diversos em francês (2015). Odyssée. Geneva: Bibliothèque de Genève - Département des manuscrits et des archives privées. Retrieved 23 março 2018.

## Entradas em dicionários especializados
- Roudinesco, Élisabeth; Plon, Michel: Wörterbuch der Psychoanalyse: Namen, Länder, Werke, Begriffe. Übersetzung aus dem Französischen. Wien: Springer, ISBN 3-211-83748-5, p. 917f. (Alemão)
- Roudinesco, Élisabeth; Plon, Michel. Dictionnaire de la psychanalyse. Paris, Fayard, coll. « La Pochothèque », 2011 (1re éd. 1997). (Francês).